# Burmbar
Le burmbar (ou banan bay ou vartavo)  est une langue océanienne parlée par 900 locuteurs dans le sud-est de Malekula, au Vanuatu.